# Marina de Berg
Marina de Berg, née le 14 octobre 1926 à Helsingfors (Helsinki) et morte le 22 juillet 2019 à Saint-Chinian, est une actrice et danseuse française.

## Biographie
Révélée en 1945 par Roland Petit et les Ballets des Champs-Élysées, Marina de Berg connaît le succès comme danseuse puis actrice.
En 1951, elle renonce à une carrière artistique prometteuse pour se consacrer à sa vocation religieuse : pendant trois années, elle vit au monastère de la Trappe, dans les Vosges. L'épuisement mettra fin à cette expérience dont Marina de Berg souhaitait qu'elle se confonde avec une aventure spirituelle.
Elle a publié le récit de sa vie quotidienne à la Trappe, ainsi que deux romans.

## Filmographie
- 1948 : La Vie en rose de Jean Faurez : la bonne
- 1948 : La Voix du rêve de Jean-Paul Paulin
- 1949 : La Cage aux filles de Maurice Cloche
- 1949 : Vire-vent de Jean Faurez
- 1950 : Olivia de Jacqueline Audry
- 1951 : Agence matrimoniale de Jean-Paul Le Chanois

## Publications
- Trois ans à la Trappe, Grasset, 1959
- Carnet de trente veilles, France-Empire, 1960
- L'Invitation, La Table Ronde, 1961